# Niceta di Aquileia
Niceta di Aquileia (... – Aquileia, 485 circa) è stato un arcivescovo romano, arcivescovo di Aquileia dal 454 al 485. È venerato come santo dalla Chiesa cattolica.

## Biografia
Non sono noti né il luogo della sua nascita né la data.
Niceta divenne vescovo di Aquileia dopo l'invasione e la distruzione della città ad opera degli Unni di Attila (452).
Nonostante le difficoltà, riorganizzò la Chiesa e la società aquileiesi ed acquistò la fama di uomo pio e saggio, nonché quella di buon amministratore. Secondo la tradizione, fece costruire a Grado la prima Basilica di Sant'Eufemia.
Morì nel 485.

## Culto
La sua figura è stata spesso confusa con quella di san Niceta di Remesiana, vissuto circa un secolo prima. Ne condivide la ricorrenza liturgica che cade il 22 giugno (ma un tempo anche il 7 gennaio).